# Eve Chandraratne
Eve Chandraratne (* 20. Juni 1989 in Stuttgart) ist eine deutsche Fußballspielerin und Ärztin. Ihr Vater stammt aus Sri Lanka, ihre Mutter ist Deutsche.

## Fußballkarriere

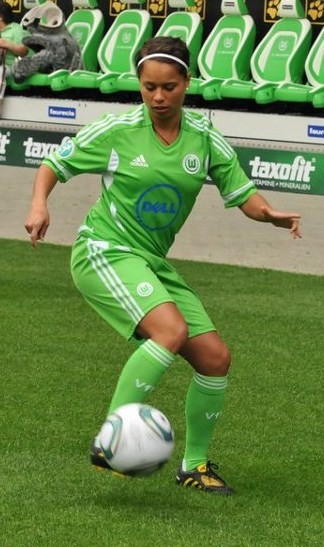
Chandraratne als Spielerin des VfL Wolfsburg (2011)

Die seit ihrem sechsten Lebensjahr aktive Fußballerin gab 2006 im Alter von 16 Jahren ihr Debüt in der Bundesliga mit dem VfL Sindelfingen. Von 2006 bis 2008 spielte sie in der 2. Bundesliga. Unmittelbar nach dem abgeschlossenen Abitur in Fellbach bei Stuttgart im Jahr 2008 wurde sie beim VfL Wolfsburg in der Bundesliga unter Vertrag genommen. Zur Saison 2013/14 wechselte sie zum Bundesligaaufsteiger BV Cloppenburg.
Seit 2005 steht Chandraratne im Kader der deutschen U-Nationalmannschaft. In 16 U-17- bis U-19 Länderspielen in den Jahren 2005 bis 2008 erzielte sie zwei Tore. In Frankreich belegte sie mit der deutschen Nationalmannschaft den dritten Platz bei der U-19-Fußball-Europameisterschaft der Frauen 2008. Ebenfalls 2008 wurde sie mit der württembergischen Auswahl Länderpokalsieger und steht seit 2010 beständig im Kader der U-23-Frauen-Nationalmannschaft. Sie kann noch für die A-Nationalmannschaft von Sri Lanka spielen, weil sie keine Spiele mit Deutschland in dieser Kategorie gespielt hat.

## Persönlicher Werdegang
Parallel zur Fußballerkarriere beim VfL Wolfsburg war Chandraratne seit 2008 an der Medizinischen Hochschule Hannover im Studium der Humanmedizin immatrikuliert. Ihr praktisches Jahr absolvierte sie im St. Josefs-Hospital Cloppenburg. Seit dem 18. November 2014 ist Eve Chandraratne Ärztin und hat 2016 promoviert.
Die klassisch ausgebildete Klavierspielerin startete ihre musikalische Karriere bereits im Alter von vier Jahren, war vielfache Teilnehmerin am Wettbewerb „Jugend musiziert“ und erreichte im Jahr 2004 einen Ersten Preis im selben Wettbewerb auf Bundesebene. Seit 2009 ist Chandraratne mit dem Erstellen eigener Kompositionen beschäftigt.

## Erfolge
- Champions-League-Siegerin 2013
- Deutsche Meisterin 2013
- DFB-Pokal-Siegerin 2013